# 奈胡谷神社
奈胡谷神社（なごやじんじゃ）は、静岡県伊豆の国市奈胡谷（なごや）にある神社。

## 概要
伊豆の国市の北東、奈胡谷（なごや）地区に鎮座している。
式内社である金村五百君和気命神社（かなむら いほきみわけのみことじんじゃ）に比定されている。
江戸時代の元禄年間からは杉崎神社と称されたが、1888年（明治21年）10月に現社名に改称した。
1873年（明治6年）8月村社に列格、1907年（明治40年）6月に神饌幣帛料供進社に指定。

## 祭神
- 金村五百君別命（かなむら いほきみわけのみこと）